# 南谯区
南谯区是中國安徽省滁州市下辖的一个市辖区。区域总面积为1273平方公里，常住总人口約35万。南谯区原为寄治区。区人民政府驻乌衣镇政务新区。

## 古代行政区划
名称来源于三国时在此设立侨州侨置“南谯州”，中原地区的谯州治今安徽亳州市谯城区。
隋开皇初改南谯州置，“因滁水为名”（《太平寰宇记》）。治新昌县（后改清流县）。 

## 行政区划
南谯区下辖4个街道办事处、8个镇：
龙蟠街道、银花街道、同乐街道、乌衣镇、沙河镇、章广镇、黄泥岗镇、珠龙镇、大柳镇、腰铺镇、施集镇和南谯工业园区。

## 人口民族
根据第七次人口普查数据，截至2020年11月1日零时，南谯区常住人口为348762人。